# یو دلو
یو دلو یک ستاره است که در صورت فلکی دلو قرار دارد.